# Phố Świętej Anny, Kraków
Phố Świętej Anny (tiếng Ba Lan: Ulica więtej Anny, lit. Phố St. Anne's) - một con đường lịch sử ở Kraków, Ba Lan.
Ở phía tây, phố hướng đến một khu phố Do Thái cũ, do đó tên cũ của nó, phố Zydowska (Ulica ydowska, lit. Phố Do Thái). Trước đây, dọc con phố này có một giáo đường, nghĩa trang và nhà tắm của người Do Thái cho đến thế kỷ mười lăm, khi dân cư Do Thái được chuyển đến phía bắc đến vị trí hiện tại của Quảng trường Szczepański. Tên gọi của con phố bắt nguồn từ sự hiện diện của Nhà thờ Thánh Anne. Trên con phố này có một số tòa nhà liên quan đến trường đại học, trước đây là trường cao đẳng nhà ở, ký túc xá và thư viện.

## Tính năng, đặc điểm
| Đường số | Mô tả ngắn | Hình ảnh |
| -------- | --- | -------- |
| 6        | Collegium Kołłątaj - một tòa nhà mang phong cách Cổ điển được xây dựng từ năm 1787 đến 1791, là nơi để tổ chức các lớp toán học, tự nhiên, cơ học và thủy lực của Đại học Jagiellonia.          |          |
| 8-10     | Collegium Maius - tòa nhà lâu đời nhất của Đại học Jagiellonia, nằm ở trung tâm của khu đại học cũ.                                                                                             |          |
| 12       | Collegium Novum - nơi tọa lạc của Đại học Y khoa Jagiellonia được xây dựng từ năm 1873 đến 1887. Tòa nhà được khai trương vào dịp kỷ niệm 500 năm thành lập Đại học Jagiellonia vào thế kỷ XIV. |          |
| 13       | Nhà thờ St. Anne - một nhà thờ được xây dựng theo phong cách kiến trúc Gothic theo thiết kế của kiến trúc sư Tylman van Gameren.                                                                |          |